# Nettwerk
Nettwerk Music Group är ett skivbolag grundat 1984 i Kanada. Det distribueras av Sony Music i USA och av EMI utanför USA. Artister som bidragit till framgång för skivbolaget är bland andra Sarah McLachlan, K-OS, Jars of Clay, Sum 41, Josh Rouse, The Perishers och Sixpence None the Richer.
Skivbolaget inriktar sig främst åt musikgenrer som alternativ rock, elektronisk musik och dylikt, men även andra genrer.